# Rožná (hrad)
Zbytky hradu Rožná nalezneme nedaleko obce Rožná u Dolní Rožínky, na vrchu zvaném Hradisko. Kvůli těžbě slídy, která zde v minulosti probíhala, byla část hradu nenávratně zničena.

## Historie
Založen byl pravděpodobně v polovině 13. století pány z Medlova a měl být předchůdcem jejich pozdějšího rodového hradu Pernštejna.